# Horace-Rémy Poussard
Horace-Rémy Poussard est un musicien violoniste français (né à Château-Gontier le 11 juin 1829, mort à Sydney le 12 septembre 1898).

## Biographie
Il est le fils de Charles-François-Antoine Poussard, professeur de musique, originaire de Brezolles (Eure-et-Loir), et de Marie-Louise Accarie. Il ne fut point le filleul d'Horace Vernet, comme le dit le chanoine Foucault, mais de Pierre Pelmoine, son grand-oncle. Il laissa le grec et le latin en troisième pour suivre délibérément sa vraie vocation et se fit remarquer tout jeune par un talent précoce.
Élève de François-Antoine Habeneck et de Jean Alard, il sortit du Conservatoire en 1849 avec le premier prix de violon. Il voyagea ensuite pendant 5 ans en Allemagne, en Hongrie, en Grèce, en Turquie ; fit une tournée en Angleterre, où il se fit entendre devant la reine, puis en Australie, dans la Nouvelle-Zélande, à Ceylan, dans l'île Maurice, aux Indes, et au Cap de Bonne-Espérance. En 1869, Poussard revint à Paris et joua avec Giovanni Bottesini, fameux contrebassiste, devant l'impératrice Eugénie. Un journal illustré a perpétué le souvenir de ce concert par une gravure représentant Poussard couronné par Nicolas Paganini.
L'artiste donna la même année un concert dans sa ville natale ; il se fixa définitivement à Sydney en 1883 ; il y est mort subitement le 12 septembre 1898.

## Source
« Horace-Rémy Poussard », dans Alphonse-Victor Angot et Ferdinand Gaugain, Dictionnaire historique, topographique et biographique de la Mayenne, Laval, A. Goupil, 1900-1910 [détail des éditions] (BNF 34106789, présentation en ligne), t. III, p. 343.